# Nationaal park Jasper
Het Jasper National Park is een nationaal park in Canada, gelegen in het westen van Alberta, en onderdeel van de Rocky Mountains. Het beslaat een gebied van 10.878 km² en omvat onder meer het plaatsje Jasper en Maligne Lake. Het Banff National Park ligt ten zuiden van dit park.
Jasper staat bekend om het vele wild. Dikhoornschapen, edelherten, bevers, elanden, sneeuwgeiten, rendieren, wolven, grizzlyberen en zwarte beren gedijen hier erg goed. Dit is vrij uitzonderlijk, aangezien het grootste deel van het park op grote hoogte ligt. Het wild moet het dal met veel toeristen delen. 
Omdat in Jasper National Park vele beren leven, heeft het bestuur overal bordjes geplaatst met het opschrift 'You are in Bear Country' om de toeristen tot voorzichtigheid te manen. Ook staan er veel grote borden langs de weg waarop gewaarschuwd wordt voor overstekend wild. Met name voor de rendieren is dit van belang, aangezien deze populatie steeds kleiner wordt, mede doordat er veel dieren omkomen bij het oversteken van de weg. De borden staan dan ook met name op de plaatsen waar rendieren regelmatig gezien worden.
Er liggen verschillende gletsjers in dit park, waaronder die van het Columbia-ijsveld. Om bij de meeste bezienswaardigheden te komen is er de Icefields Parkway (Highway 93) van 230 km (143 miles) van Lake Louise in het Nationaal park Banff naar Jasper.

## Externe links

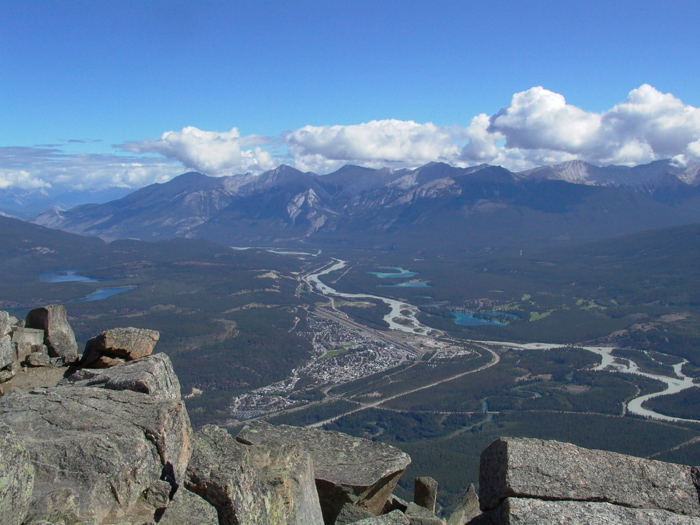
Gezicht op Jasper vanaf de Whistlers Mountain